# Murad Abdulla
Murad Abdulla is een Schots schaker van Azerbeidzjaanse afkomst. Hij heeft sinds 2017 de titel FIDE Meester en is drievoudig Schots kampioen schaken.

## Schaakcarrière
Abdulla leerde op jonge leeftijd schaken. In 2010 nam hij deel aan een schaaktoernooi in Aberdeen waar hij opviel door enkele sterke opponenten te verslaan. In de media werd hij toen aangeduid als de “Giant Killer”.
In 2015 kreeg Abdulla de onderscheiding "Young Chess Player of the Year" in Schotland.
In 2018 was Abdulla onderdeel van het Schotse team bij de 43e Schaakolympiade in Batoemi. Hij behaalde een score van 61,1%.
Abdulla won in totaal drie keer het Schots kampioenschap schaken: in 2017, 2018 en 2022.
Bij het Nederlandse schaakpubliek werd Abdulla bekend in 2023 toen hij tweede werd op het Amsterdam Chess Open 2023. Eerder dat jaar werd hij gedeeld derde op het Science Park Schaaktoernooi.